# (932) Гуверия
(932) Гуверия (лат. Hooveria) — астероид Главного астероидного пояса. Открыт 23 марта 1920 года австрийским астрономом Иоганном Пализой в Венской обсерватории, Австрия. Астероид был назван в честь президента США Герберта Гувера, который оказал помощь и поддержку Австрии после Первой мировой войны. Название было предложено учёным советом Венского университета.
Гуверия не пересекает орбиту Земли, и делает полный оборот вокруг Солнца за 3,76 Юлианских лет.

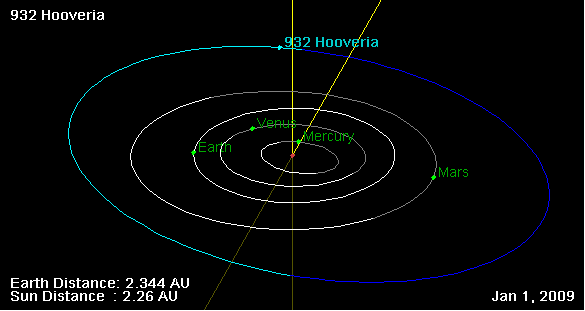
Орбита астероида Гуверия, и его положение в Солнечной системе на 01.01.2009 г. Рисунок NASA JPL Small Body Orbit Viewer applet